# 春草堂
春草堂位于中国福建省厦门市鼓浪屿，是全国重点文物保护单位鼓浪屿近代建筑群的子项目之一。
春草堂由许春草设计，楼坐西北朝东南，砖混建筑，正立面上下设平梁挑檐长柱廊，置琉璃瓶栏杆，整体外观显示出中西合璧的建筑风格。